# (6220) Stepanmakarov
(6220) Stepanmakarov est un astéroïde de la ceinture principale.

## Description
(6220) Stepanmakarov est un astéroïde de la ceinture principale. Il fut découvert le 26 septembre 1978 à Naoutchnyï par Lioudmila Jouravliova. Il présente une orbite caractérisée par un demi-grand axe de 3,03 UA, une excentricité de 0,08 et une inclinaison de 9,9° par rapport à l'écliptique.

## Compléments